# Polyplax plesia
Polyplax plesia är en insektsart som beskrevs av Johnson 1960. Polyplax plesia ingår i släktet Polyplax och familjen ledlöss. Inga underarter finns listade i Catalogue of Life.